# Championnats d'Europe féminins de judo 1982
Navigation
Édition précédente Édition suivante
La 8e édition des championnats d'Europe féminins de judo s'est déroulée du 12 au 14 mars 1982 à Oslo, en Norvège. 

## Résultats
| Épreuves             | Or                       | Argent                     | Bronze                                            |
| -------------------- | ------------------------ | -------------------------- | ------------------------------------------------- |
| - 48 kg super-légers | Karen Briggs (GBR)       | Anna De Novellis (ITA)     | Jaana Ronkainen (FIN) Marie-France Colignon (FRA) |
| - 52 kg mi-légers    | Edith Hrovat (AUT)       | Loretta Doyle (GBR)        | Ann Löf (SWE) Pascale Doger (FRA)                 |
| - 56 kg légers       | Béatrice Rodriguez (FRA) | Rebecca Limerick (SWE)     | Gerda Winklbauer (AUT) Inge Krasser (SUI)         |
| - 61 kg mi-moyens    | Herta Reiter (AUT)       | Chantal Han (NED)          | Martine Rottier (FRA) Gabi Ritschel (FRG)         |
| - 66 kg moyens       | Edith Simon (AUT)        | Dawn Netherwood (GBR)      | Claudette Dekarz (FRA) Karin Krueger (FRG)        |
| - 72 kg mi-lourds    | Jocelyne Triadou (FRA)   | Barbara Classen (FRG)      | Marina Berg (SWE) Ines Kaspers (ESP)              |
| + 72 kg lourds       | Marjolein van Unen (NED) | Christiane Kieburg (FRG)   | Véronique Vigneron (FRA) Margherita De Cal (ITA)  |
| Toutes catégories    | Edith Simon (AUT)        | Jolanda van Meggelen (NED) | Barbara Claßen (FRG) Isabel Cortavitarte (ESP)    |

## Tableau des médailles
| Rang | Nation               | Or | Argent | Bronze | Total |
| ---- | -------------------- | -- | ------ | ------ | ----- |
| 1    | Autriche             | 4  | 0      | 1      | 5     |
| 2    | France               | 2  | 0      | 5      | 7     |
| 3    | Pays-Bas             | 1  | 2      | 0      | 3     |
| 3    | Royaume-Uni          | 1  | 2      | 0      | 3     |
| 5    | Allemagne de l'Ouest | 0  | 2      | 3      | 5     |
| 6    | Suède                | 0  | 1      | 2      | 3     |
| 7    | Italie               | 0  | 1      | 1      | 2     |
| 8    | Espagne              | 0  | 0      | 2      | 2     |
| 9    | Finlande             | 0  | 0      | 1      | 1     |
| 9    | Suisse               | 0  | 0      | 1      | 1     |
|      |                      | 8  | 8      | 16     | 32    |

## Sources
- Podiums complets sur le site JudoInside.com.

- Podiums complets sur le site alljudo.net.

- Podiums complets sur le site Les-Sports.info.